# Direct4
Direct4 – zaprezentowany w 2020 roku system zarządzania napędem na cztery koła stworzony przez japońską markę Lexus z myślą o samochodach elektrycznych i hybrydowych. Układ kontroluje doprowadzany do kół moment obrotowy wytwarzany przez przedni i tylny silnik elektryczny, automatycznie rozdzielając siłę napędową trafiającą do przedniej i tylnej osi, a także steruje siłą hamowania wszystkich kół. System bazuje na tzw. e-osiach, w których centrum znajduje się silnik elektryczny.
Pierwszym samochodem z systemem Direct4 był elektryczny SUV Lexus RZ. Japoński producent wprowadził takie rozwiązanie również w modelu RX 500h z napędem hybrydowym. 